# Leopold Batěk (lékař)
Leopold Batěk (4. října 1856 Náchod – 15. ledna 1936 Hradec Králové) byl lékař působící v Hradci Králové, tamní náměstek dlouholetého starosty Františka Ulricha, městský radní pro zdravotnictví a kulturu, který značně ovlivnil pokrok v hygieně města. Patřil ke klíčovým osobnostem města, zejména v oblasti kulturního života. Byl předsedou okresního osvětového výkonu a rozhodující osobností při vzniku tzv. Palackého čítárny. Výrazně se zasadil také o profesionalizaci východočeského divadelnictví.

## Život
Leopold Batěk se narodil v Náchodě do rodiny Františka Baťka, který byl notářem v Opočně.
V letech 1869–1871 studoval jako privatista. Čtvrtý ročník školy absolvoval v Rychnově nad Kněžnou. Od roku 1873 studoval jako veřejný žák v Hradci Králové, od kvinty tak studoval gymnázium v Hradci Králové, přičemž odmaturoval s vyznamenáním dne 19. července 1876. Na gymnáziu jeho spolužáky byli František Ulrich, později dlouholetý starosta města, a Otakar Klumpar, později městský lékař a v pořadí druhý primář nemocnice v Hradci Králové. Stali se celoživotními přáteli a v průběhu svých životů se všichni tři podíleli na rozvoji města. Než se tak stalo, Batěk v Praze vystudoval lékařskou fakultu Univerzity Karlovy (doktorát získal v roce 1882) a následně působil jako knížecí lékař v Plasích na severním Plzeňsku na panství Richarda Metternicha. Do Hradce Králové se vrátil až v roce 1899, tedy v době, kdy město procházelo velkým stavebním rozvojem. Působil jako odborný lékař pro nemoci nervové a jako tzv. lékař železniční a soudní., soudní lékař c. k. krajského soudu v Hradci Králové.

### Politik
V letech 1902–1927 byl šestkrát zvolen do městské samosprávy, z níž byl zvolen i do městské rady a působil i jako první či druhý náměstek starosty. V rámci svého zaměření měl na starosti zdravotní či kulturní referát. Adresář města Hradce Králové a obce Pražské Předměstí z roku 1924 uvádí, že měl z pozice městského radního na starosti tři tematické oblasti: 1) Divadlo, referát umělecký a osvětový, 2) Museum městské, a 3) Zdravotnictví, nemocnice, lázně, mlékárny. V období samostatného Československa kandidoval za Československou národní demokracii. Starosta Ulrich Baťka podporoval zejména ve věcech zřízení Palackého veřejné čítárny (1913), v procesu převedení čítárny na město (1915) a zřízení veřejné knihovny v obecním domě (1923). Byl vynikajícím rétorem, a proto často starostu Ulricha zastupoval při přijímání význačných hostů.
Zásluhy si připsal hlavně v oblasti komunální hygieny, zdravotní výchovy a osvěty. Byl nadšeným zastáncem a propagátorem pokrokových názorů a směrů v lékařství. Podařilo se mu překonat obtíže a řešit mnohé klíčové otázky zdravotnictví v Hradci Králové, jehož rozvoj nastal až po zrušení pevnosti.

### Další činnosti
Batěk veřejně přednášel, a snažil se tak referovat o zdravotně-výchovných tématech, někdy je publikoval i v denním tisku. Výrazně věnoval pozornost problému výživy nejmenších dětí, jelikož tehdy umírala více než pětina narozených dětí do jednoho roku života, a to většinově v důsledku nesprávné výživy a špatných sociálních poměrů, mj. kvůli nevědomosti rodičů v otázkách výživy dítěte či v důsledku předsudků a pověr. Roku 1909 vydal publikaci „Ochrana kojenců, důležitý hygienický a sociální úkol měst“.
V roce 1910 po vzoru Francie a Anglie v Hradci Králové založil poradnu pro matky s dětmi, první dětskou poradnu nejen v Čechách, ale v celém tehdejším Rakousko-Uhersku. Prosadil rovněž vznik mlékárny na výrobu mléka pro děti, které bylo dodáváno do škol a cenově přístupné i těm nejchudším (vyráběno ve čtyřech druzích).
Podílel se na zřízení chlapecké výchovny, Palackého čítárny, dívčího lycea. Jeho aktivitu na poli kulturním dokladují mnohé čelné pozice v kulturních spolcích a organizacích. Jako předseda Okresního osvětového sboru stál v čele komise pro stavbu nového gymnázia, podílel se na všech kulturních akcích ve městě. Značně se zasloužil o rozkvět divadelního umění ve východních Čechách. Byl předsedou ústřední komise Divadelní společnosti sdružených měst východočeských a intendantem Klicperova divadla v Hradci Králové. V salonku divadla mu divadelní kuratorium nechalo v roce 1930 zavěsit portrét od akademického malíře Bohumila Liznera. Dlouhá léta vedl společnost Alliance francaise. Podporoval lidové vzdělávání. Byl v pořadí čtvrtým předsedou Dobroslavova spolku akademiků z Hradce Králové. Od 14. února 1900 byl místostarostou spolku Beseda. Byl členem kuratoria městského průmyslového muzea (1907). V roce 1927 se stal předsedou slavnostního výboru pro otevření nové budovy gymnázia.
Přátelství s Františkem Ulrichem dokumentuje i fakt, že mu Batěk v roce 1909 věnoval svou publikaci Ochrana kojenců, důležitý hygienický a sociální úkol měst.
Zemřel náhle dne 15. ledna 1936 v Hradci Králové.

## Upomínky
Na Leopolda Baťka upomíná v Hradci Králové název Baťkovo náměstí, používaný v letech 1940–1955 a poté opět od roku 1990. Původně Legerovo náměstí bylo poprvé po Baťkovi pojmenováno čtyři roky po jeho smrti. V letech 1955–1990 se pak jednalo o náměstí dr. Šmerala.
Dne 13. června 1927 byl za zásluhy o rozkvět města jmenován čestným občanem města Hradce Králové.

## Dílo
- Pracovní program odborů pro ochranu matek a kojenců!
- Ochrana kojenců, důležitý hygienický a sociální úkol měst (1909)
- Z praxe soudně lékařské (1914)
- O veřejném zdravotnictví v Hradci Králové v míru a ve válce (1915)